# مهدي عياشي
مهدي عياشي هو مغني، ملحن وأستاذ موسيقى تونسي. فاز بلقب أحلى صوت في برنامج ذا فويس الموسم الخامس مع الفنان راغب علامة يوم 21 ديسمبر 2019.

## أعمال خاصة
- عيني الطماعة[2]
- بعيني شفت عيون[3]
- طريق

## الجوائز
| السنة | الجائزة          | النتيجة | مراجع       |
| ----- | ---------------- | ------- | ----------- |
| 2019  | ذا فويس أحلى صوت | فوز     | [ 4 ] [ 5 ] |